# واحة
الواحة منطقة خصبة ذات نبات حي في الصحراء، حيث تكون المياه الجوفية على مسافة قريبة بشكلٍ كافٍ من السطح يتيح ظهور الينابيع.
تسقط المياه التي تظهر في الواحة مطرا أو بردا في الجبال أو التلال البعيدة. وبعد أن تمتص في الأرض، تنشع الأرض ببطء خلال الصخور الموجودة تحت الأرض نحو الأماكن المنخفضة في الصحراء. ثم تظهر عند السطح لتشكل ينابيع أو تكون قريبة من سطح الأرض بحيث يمكن الوصول إليها عن طريق حفر الآبار.
وتسمى المناطق التي تنمو بها النباتات على طول المجاري المائية الدائمة التي تخترق الصحراء أحياناً بالواحات. وتكون التربة في الأقاليم الصحراوية خصبة، غير أنها تفتقر إلى الرطوبة التي تنمّي النبات. لذا تصلح أراضي معظم الواحات للزراعة، وتشكل بيئات صالحة للاستقرار لوجود الماء بها.

## دور الواحة
واحة بها أشجار النخيل التنورة الداخلية في حديقة جوشوا تري الوطنية، كاليفورنيا.
ولا شك أن الواحات لعبت دورا مهما في إنشاء طرق التجارة التي تستخدمها القوافل (نقل البضائع والمسافرون/الحجاج)، الذين وجدوا هناك ما يروي عطشهم ويأكلون. وعلى العكس من ذلك، كان من الممكن إنشاء الواحات أو تطويرها لأنها يمكن أن تكون بمثابة نقاط تتابع على هذه الطرق الصحراوية.
ولذلك لم تكن الواحات نقاطًا معزولة وضائعة في الصحاري، بل كانت دائمًا نقاط تحول حقيقية، ومحاوٍر. وقد تضاءلت هذه الوظائف إلى حد كبير مع تراجع وسيلة النقل التي تعتمد على الجمال. وتظل الحقيقة هي أنها موطن لمستوطنات بشرية مهمة جدًا في الصحراء (حتى عمليات نقل للهجرات المعاصرة: المهاجرين من أفريقيا جنوب الصحراء الكبرى إلى أوروبا) وإنتاج زراعي لا يمكن إهماله على الإطلاق.

## الواحات المشهورة
لا تتوافر في بعض الواحات الصغيرة موارد تكفي لإعاشة عدد كبير من السكان. لكن هناك واحات أخرى من الاتساع بحيث تكفي الملايين من الناس.

### أفريقيا

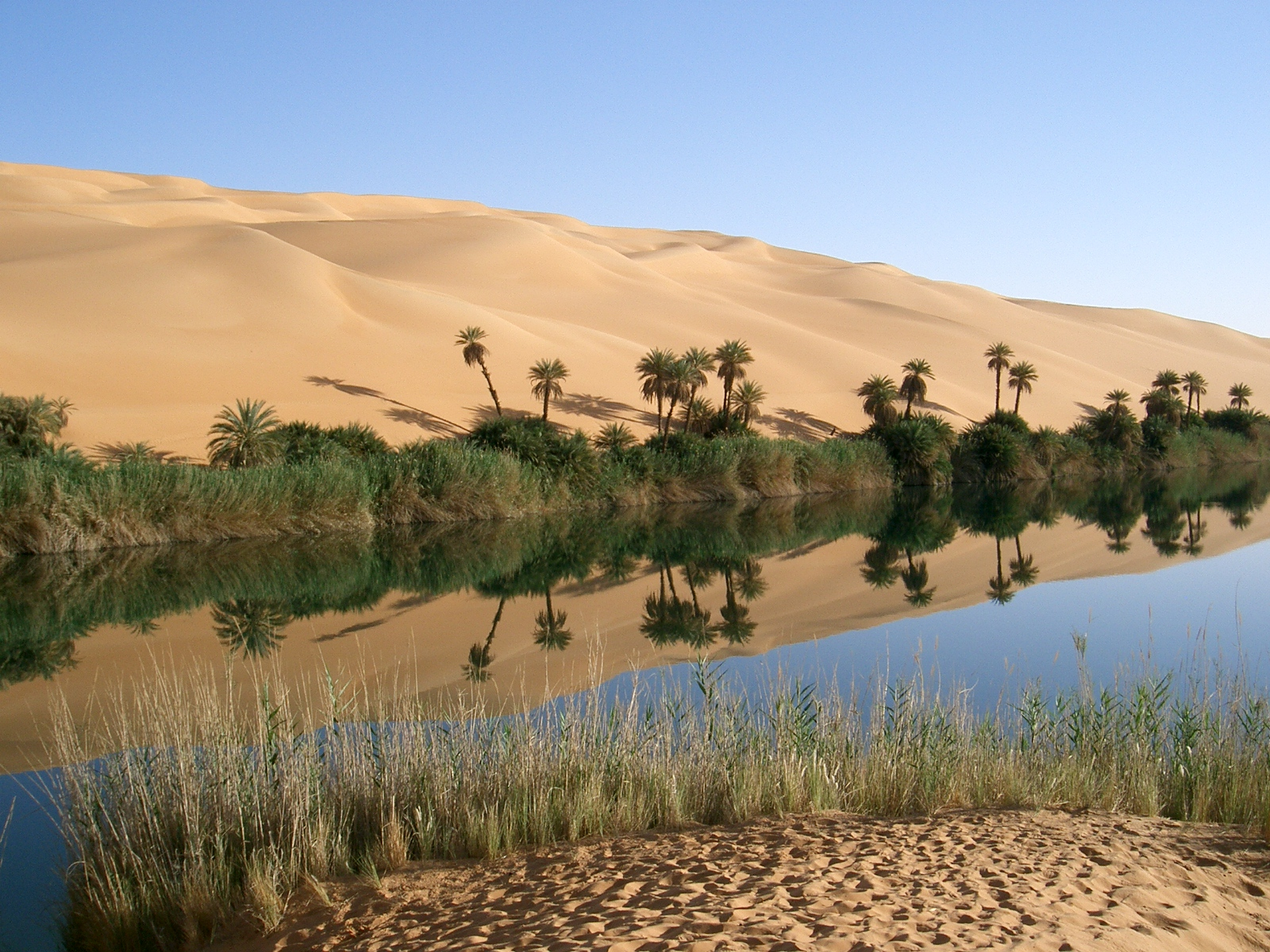
واحة في الطرف الليبي من الصحراء الكبرى

- واحة في الطرف الليبي من الصحراء الكبرىسمي وادي ودلتا نهر النيل في مصر أكبر واحة في العالم عام 2007 حسب سجلات كتاب غينس للأرقام القياسية، إذ تبلغ مساحته حوالي 22.000 كيلو متر مربع.[بحاجة لمصدر]
- الواحات البحرية، مصر
- الواحات الداخلة، مصر
- واحة الخرقة، مصر
- سيوة، مصر
- الفرافرة، مصر
- قبر عون، ليبيا
- الكفرة، ليبيا
- أوجلة، ليبيا
- سوكنة، ليبيا
- جالو، ليبيا
- اجخرة، ليبيا
- هون، ليبيا
- الكفرة، ليبيا
- تاجوراء (ليبيا)، ليبيا
- تاورغاء، ليبيا
- مزاب، الجزائر
- ورقلة، الجزائر
- تافيلالت، المغرب
- تيميمون، الجزائر
- توزر، تونس (مدينة)
- توات، الجزائر
- زرزورة، واحة في وردت في الميثولوجيا في مصر أو ليبيا

### الأمريكتان
- هواكاتشينا، بيرو
- وادي لاس فيغاس، الولايات المتحدة

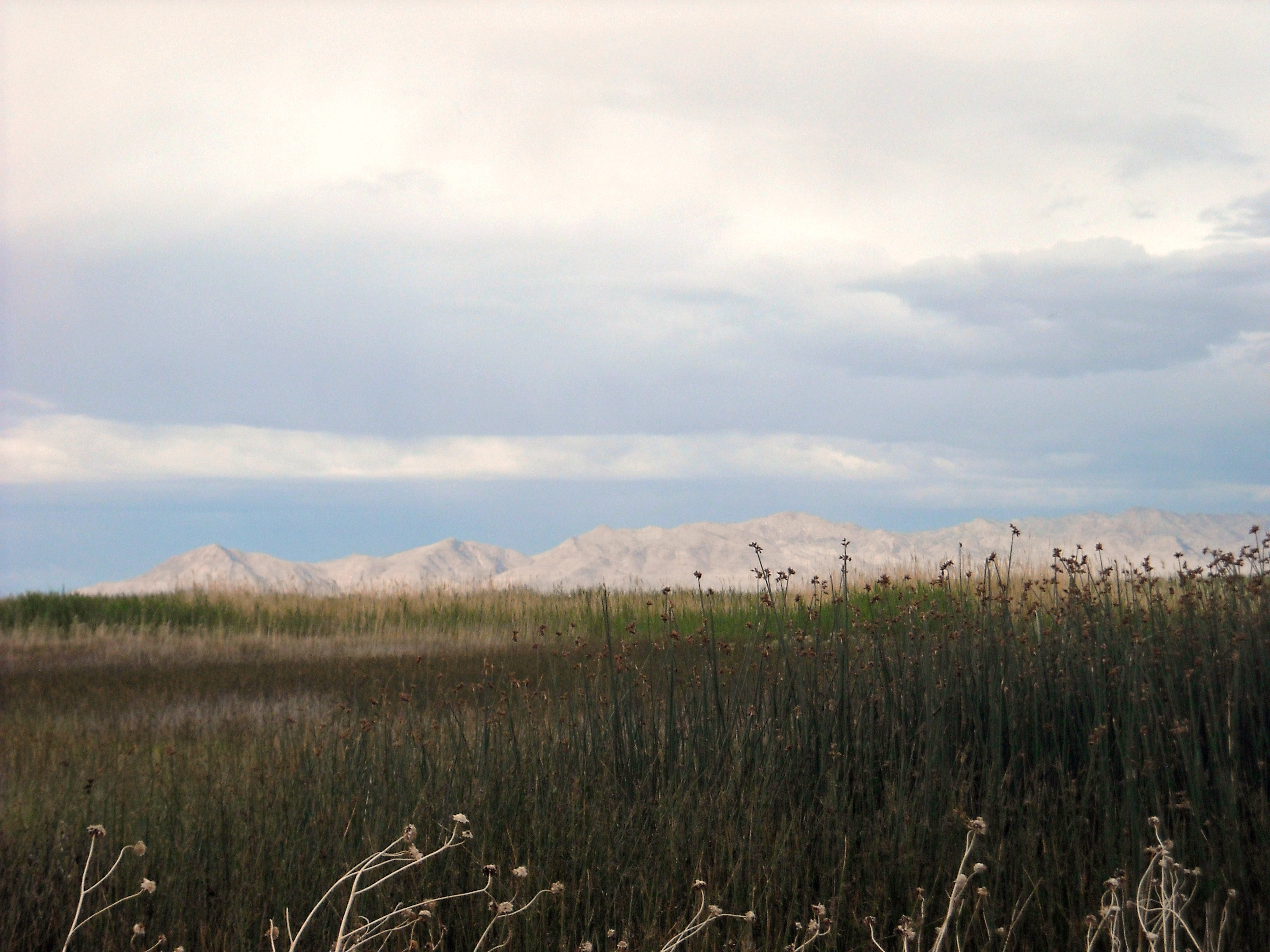
Fish Springs National Wildlife Refuge، يوتا، الولايات المتحدة.واحة هواكتشينا في بيرو

- Mulege, ولاية باخا كاليفورنيا سور، المكسيك
- سان بيدرو دي أتكاما، تشيلي
- توينتينين بالمس (كاليفورنيا)، الولايات المتحدة
- منطقة الينابيع الحارة، نيفادا، الولايات المتحدة

### آسيا

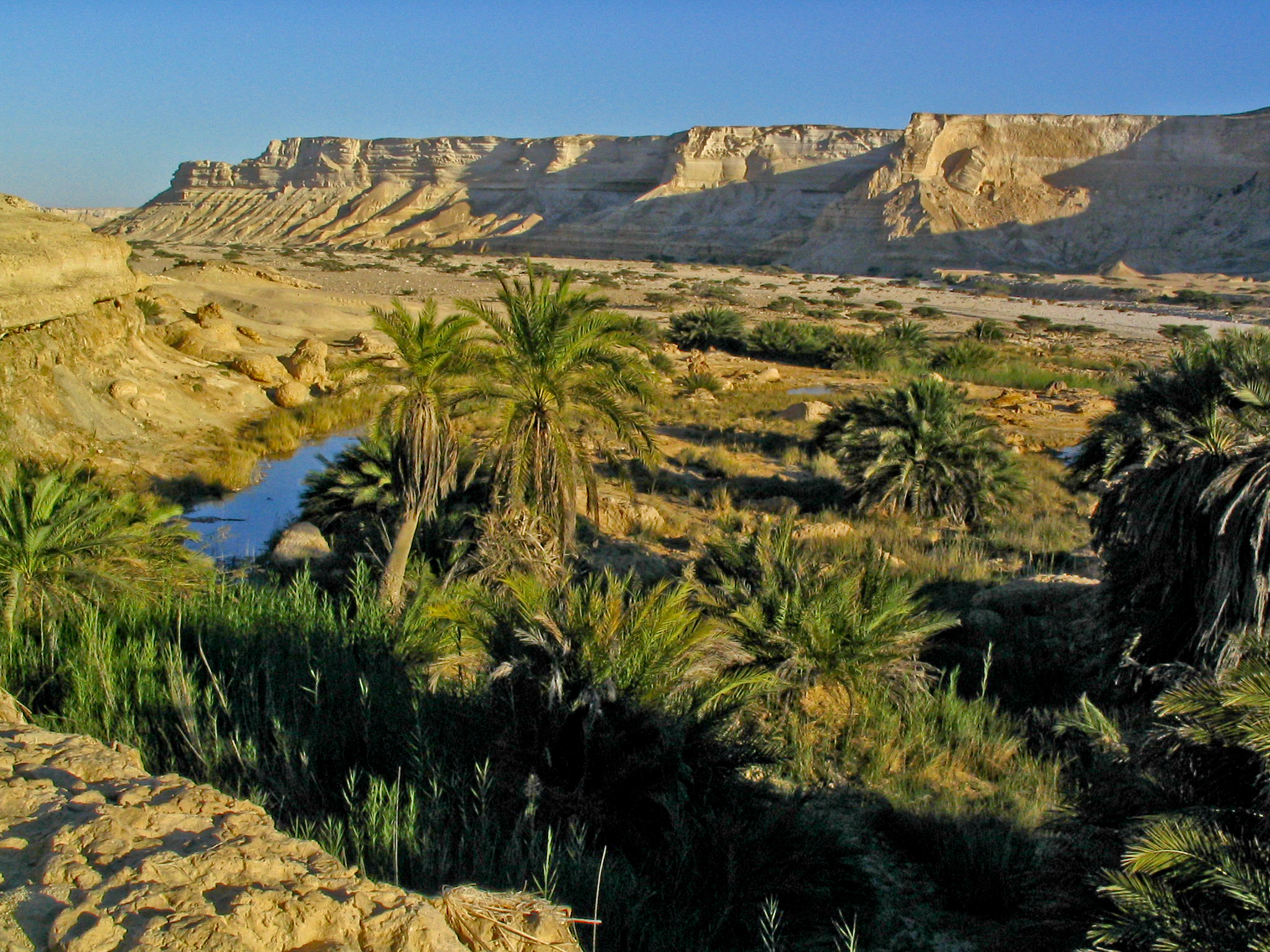
واحة في الصحراء العربية العمانية

- واحة في الصحراء العربية العمانيةالاحساء، السعودية، أكبر واحة في آسيا[بحاجة لمصدر].
- القطيف، السعودية، أكبر واحة في منطقة [[الخليج العربي|الخليج العربي[بحاجة لمصدر]]].
- الخرج، السعودية.
- محمية الأزرق، الأردن
- عين جدي، إسرائيل
- لولان، الصين
- مارين، الصين
- Niya، الصين
- طبس، إيران
- توربان، الصين
- ياركند، الصين
- الكوم، سوريا